# Сноуборд на зимней Универсиаде 2017
Соревнования по сноуборду в рамках зимней Универсиады 2017 года прошли с 30 января по 7 февраля в казахстанском городе Алма-Ата. Было разыграно 10 комплектов наград. Место проведения: горнолыжный курорт «Шымбулак» и спортивно-развлекательный комплекс «Табаган».

## Результаты

### Мужчины
| Дисциплина                          | Золото                   | Серебро                     | Бронза                        |
| ----------------------------------- | ------------------------ | --------------------------- | ----------------------------- |
| Параллельный слалом гигант Протокол | Богдан Богданов · Россия | Владислав Шкурихин · Россия | Александр Белинский · Украина |
| Параллельный слалом Протокол        | Богдан Богданов · Россия | Оскар Квятковский · Польша  | Александр Белинский · Украина |
| Сноуборд кросс Протокол             | Лео Ле Бле · Франция     | Гийом Апилли · Франция      | Сандро Перрено · Швейцария    |
| Слоупстайл Протокол                 | Михаил Матвеев · Россия  | Алекси Партанен · Финляндия | Мартин Микиска · Чехия        |
| Биг Эйр Протокол                    | Михаил Матвеев · Россия  | Джосс Макэлпин · Австралия  | Мартин Микиска · Чехия        |

### Женщины
| Дисциплина                          | Золото                      | Серебро                   | Бронза                      |
| ----------------------------------- | --------------------------- | ------------------------- | --------------------------- |
| Параллельный слалом гигант Протокол | Александра Круль · Польша   | Аннамари Данча · Украина  | Каролина Штокфиш · Польша   |
| Параллельный слалом Протокол        | Вероника Биела · Польша     | Мэгги Кэрриган · США      | Каролина Штокфиш · Польша   |
| Сноуборд кросс Протокол             | Сара Девуассу · Франция     | Мириам Вуффли · Швейцария | Катерина Чурова · Чехия     |
| Слоупстайл Протокол                 | Катажина Русин · Польша     | Эмбер Аразни · Австралия  | Анастасия Логинова · Россия |
| Биг Эйр Протокол                    | Анастасия Логинова · Россия | Елена Костенко · Россия   | Катажина Русин · Польша     |

## Медальный зачёт в сноуборде
| Место | Страна    |    |    |    | Всего |
| ----- | --------- | -- | -- | -- | ----- |
| 1     | Россия    | 5  | 2  | 1  | 8     |
| 2     | Польша    | 3  | 1  | 3  | 7     |
| 3     | Франция   | 2  | 1  | 0  | 3     |
| 4     | Австралия | 0  | 2  | 0  | 2     |
| 5     | Украина   | 0  | 1  | 2  | 3     |
| 6     | Швейцария | 0  | 1  | 1  | 2     |
| 7     | Финляндия | 0  | 1  | 0  | 1     |
| 7     | США       | 0  | 1  | 0  | 1     |
| 9     | Чехия     | 0  | 0  | 3  | 3     |
| Всего | Всего     | 10 | 10 | 10 | 30    |